# Brownfield (Teksas)
Brownfield je grad u američkoj saveznoj državi Teksas. Prema popisu stanovništva iz 2010. u njemu je živjelo 9.657 stanovnika.